# Aralazhdarcho
Aralazhdarcho (podle Aralského jezera a podobnosti s příbuzným rodem Azhdarcho) byl rod pterodaktyloidního ptakoještěra, který žil v období pozdní svrchní křídy (geologické stupně santon a kampán) na území dnešního Kazachstánu. Je znám pouze podle dochovaných fragmentů krčních obtratlů. Typový druh A. bostobensis byl popsán paleontologem A. O. Averianovem v roce 2007. Druhové jméno odkazuje k názvu příslušné geologické formace (souvrství) Bostobe.
Mezi blízké vývojové příbuzné tohoto taxonu patřil například severoamerický druh Wellnhopterus brevirostris.